# Стефан Пісочинський
Стефан Костянтин Пісочинський (1628—1691) — державний та військовий діяч, урядник, дипломат Речі Посполитої.

## Життєпис
Походив з українського шляхетського роду Пісочинських гербу Лис. Молодший син Якуба Пісочинського, брацлавського чашника, та Ганни Красносельської. Народився 1628 року у Брацлаві або Вінниці. У 1632 році втратив батька. Виховувався у католицькому дусі. У 1640-х роках разом з братами вступив у конфлікт з матір'ю, яка після смерті чоловіка вдруге вийшла заміж — за Василя Рогозинського. 1646 року починається судовий процес Стефана, його братів Павла і Яна з мачухою стрийєчного брата Яна — Ельжбетою Пісочинською — за село Нова Кам'яногірка. У 1647 році Стефан Пісочинський продає село Уланів, четверту часть с. Кам'яногірка, слободу Новая Кам'яногірка, с. Заріччя стриєчному братові Янові Пісочинському — у новогрудському та уланівському староствах, маєтки, які були власністю його та брата Яна. 1648 року обирається послом (депутатом) від Брацлавського воєводства до елекційного сейму, де королем було обрано Яна Казимира Вазу.
У 1649—1651 роках брав участь у війні проти українського війська на чолі із Богданом Хмельницьким. У 1652 році очолив козацьку корогву. 1653 року був послом на надзвичайним сейм. У 1654 році стає брацлавським підстолієм. 1655 року призначається ротмістром козацької корогви у 273 кіннотника. 1656 року спочатку планував приєднатися до шведів на чолі із королем Карлом X Густавом, проте зрештою перейшов на бік короля Яна II Казимира, доєднавшись до війська Стефана Чарнецького біля Львова. У 1656 році король Ян II Казимир надав Пісочинському війтівство у Брянську. Невдовзі стає полковником. На чолі полку вершників брав участь у битві за Варшаву 29-31 лютого 1656 року.
У 1659 році обирається депутатом від Брацлавщини на вальний сейм. Став членом комісії, що готувала мирний договір з Московським царством. Того ж року подав до Луцького суду маніфестацію (заяву) щодо позова до Миколая Жабокрицького через образу (здеспектування) дружини й дітей. 1660 року викупив за 15 тис. польських злотих у підстолія краківського Тодіаса Морштина володіння Остроленки, що складалося з 2 міст і 13 сіл. 1661 року отримав в пожиттєве володіння села Білмач, Бан, Гулю, Скаженики, Здановчі, Рудки, Кованов, Югни в Брацлавському воєводстві.
У 1661, 1662, 1664 роках знову стає послом на сейм. У 1664—1665 роках перебував у війську, яке діяло на Правобережній Україні проти московських військ та лівобережних козацьких полків.
У 1665 році брав участь у битві при Ченстохові на боці рокошан Єжи Себастьяна Любомирського. За це позбавлений посади брацлавського підстолія, проте фактично зберіг її. Водночас вступив у конфлікт щодо маєтку у Висоцьку з Павлом Тетерею, колишнім гетьманом Правобережної України. Домігся його баніції у 1669 році. Того ж року отримує брацлавське староство. Тетеря у відповідь склав дарчу на маєток для ордену єзуїтів. 1670 року після отруєння Павла Тетері Іскрицький та Піроцький, які були біля нього в еміграції, звинуватили в його смерті Стефана Пісочинського, який не заперечував вбивства, але казав, що то зробив не він.
1670 року разом зі Станіславом Беневським вів перемовини з правобережним гетьманом Петром Дорошенком. 2 вересня 1670 року як один з делегатів Речі Посполитої підписав договір в Острозі з гетьманом Михайлом Ханенком. 1672 року отримує уряд каштеляна Берестя-Литовського. був послом на сейм, де став прихильником Яна Собеського, виступав проти короля Михайла Корибута Вишневецького.
У 1673—1675 роках на чолі 2 корогв брав участь у військових кампаніях короля Яна III Собеського проти турок і татар на Поділлі. 1673 року разом із братом Яном отримав від стриєчного брата Яна Пісочинського, який не мав нащадків, села Сосницю, Короп, Нові Млини і Погар. 1678 року увійшов до комісії, яка готувала новий договір з Московським царством. 1679 році після укладання Андрусівського перемир'я втратив значні володіння у Чернігівському воєводстві. В якості компенсації отримав від сейму 7 тис. польських злотих.
1684 року стає кандидатом на посаду гетьмана польного литовського, але через негативне ставлення короля не дістав призначення. У 1686 році призначається воєводою смоленським. Втім це було скоріш почесна посада, що дозволила Пісочинському стати сенатором Речі Посполитої. Фактично воєводство перебувало під владою Московського царства. Помер 1691 році.

## Родина
1. Дружина — Тереза з роду Ваннерів.
Діти:
- Єжи, староста уланівський
- Миколай Стефан (д/н—1689)
- Олена, дружина представника роду Лещинських

2. Дружина — Луція Тереза Деревинська (пом. 1676).
Діти:
- Христина, дружина представника роду Романівських
- Магдалина, дружина представника роду Чолєвських
- Анна, черниця-бернардинка

3. Дружина — Софія Барбара, донька Яна Фірлея, старости смідинського.